# نگاه گرم تو (زندگی)
نگاه گرم تو نام یک آلبوم موسیقی سنتی ایرانی باصدای عبدالوهاب شهیدی می‌باشد. در این اثر برخی از هنرمندان سرشناس ایران از جمله فرامرز پایور حضور دارند. اشعار به کار رفته در این آلبوم از حافظ شیرازی و هما میر افشار می‌باشند. تصنیف معروف زندگی با مطلع اون نگاه گرم تو در این اثر منتشر شده است.

## شرح اثر

### هنرمندان
- عبدالوهاب شهیدی: آواز
- فرامرز پایور: آهنگ سازی و تنظیم و سنتور
- حسن ناهید: نی
- هوشنگ ظریف: تار
- رحمت‌الله بدیعی: ویولون و کمانچه
- محمد اسماعیلی: تنبک

### فهرست آهنگ‌ها
- این اثر شامل دو بخش می‌باشد:
  - نگاه گرم تو (ماهور، شعر هما میر افشار، طول قطعه: ۲۹:۰۱)
  - ای که در کشتن ما هیچ مدارا نکنی (سه‌گاه، شعر حافظ شیرازی، طول قطعه: ۲۹:۵۲)